# مخلتا
مخلتا (روسی: Мехельта) یک روستا در روسیه است که در شهرستان گومبت از توابع داغستان واقع شده است.